# Soceni, Caraș-Severin
Soceni este un sat în comuna Ezeriș din județul Caraș-Severin, Banat, România.

## Legături externe

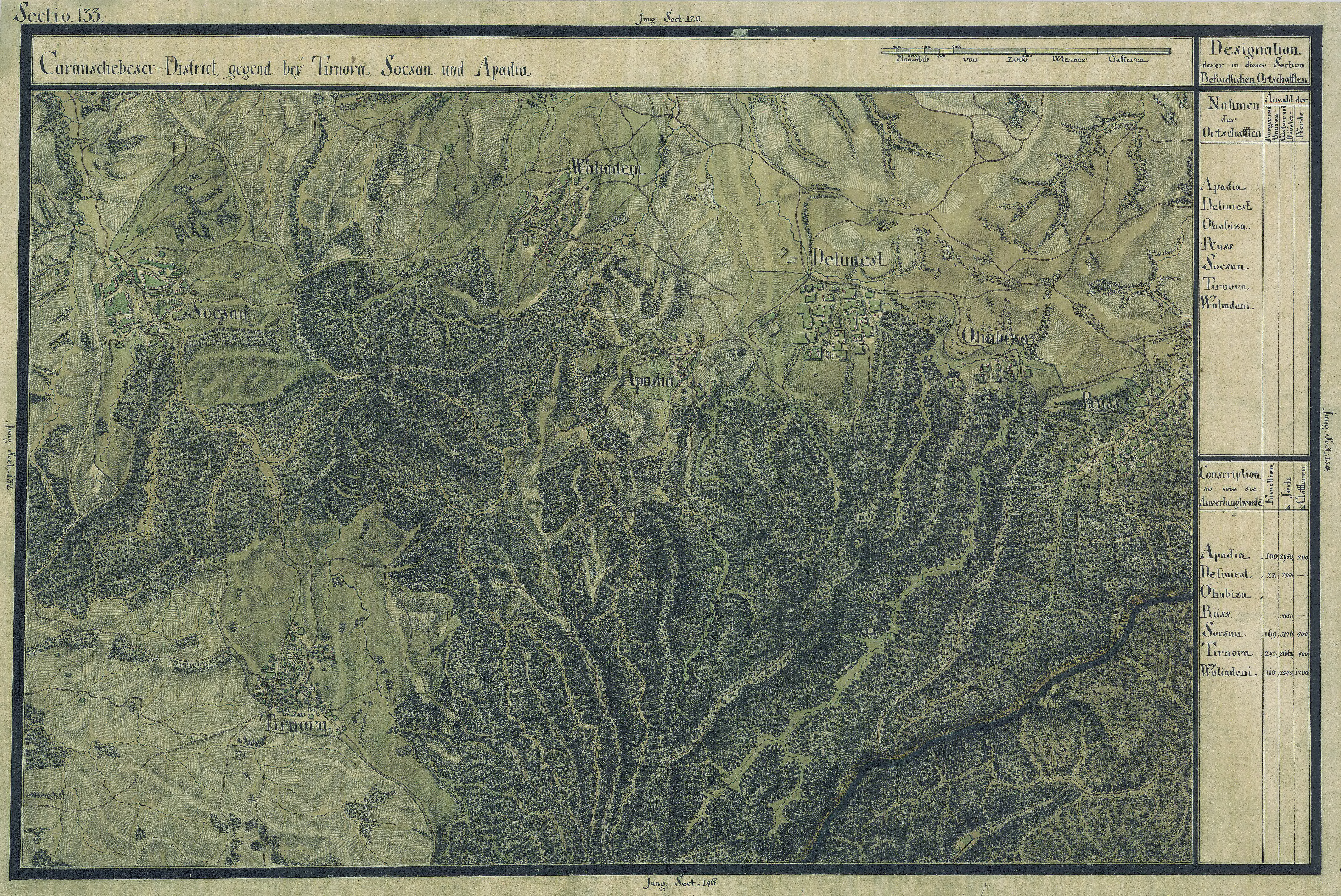
Soceni în Harta Iosefină a Banatului, 1769-72